# Улица Дмитрия Бакрадзе
Улица Дмитрия Бакрадзе (груз. დიმიტრი ბაქრაძის ქუჩა) — улица в Тбилиси, в районе Мтацминда, от улицы Тамары Човелидзе до улицы Ираклия Татишвили.

## История
Названа в 1922 году в честь грузинского историка Дмитрия Бакрадзе (1826—1890).
Проложена в 1860-х годах. Первоначально носила имя Константина Иосифовича Симонова (он арестовал убийцу итальянского консула в 1877 году).
С 1900 года называлась Кирпичным переулком из-за кирпичных заводов в этом районе (также улица Виссариона Белинского).

## Известные жители
д. 13 — художник Аполлон Кутателадзе
д. 19 (?) — Илья и Кирилл Зданевичи, Михаил Ле-Дантю, открывшие широкой публике творчество Пиросмани, он приходил сюда, к ним в дом, здесь состоялась первая выставка его работ, здесь знакомился с картинами Пиросмани В. Маяковский, здесь останавливался К. Паустовский, на этот адрес приходили письма А. Кручёных.

## Достопримечательности
д. 10 — Дом-музей Закария Палиашвили